# Tadeáš Príleský
Tadeáš Príleský (1826, Janíkovce – 13. listopadu 1895, Bratislava) byl slovenský poslanec Uherského sněmu, právník, notář a filosof.

## Život
Narodil se roku 1826 v Janíkovcích jako syn Xavera Františka Príleského a jeho manželky Anny rozené Gaál. Pocházel ze slovenského šlechtického rodu Príleských. Po střední škole začal studovat na Bratislavské právnické akademii, odkud pokračoval ve studiu v Pešti kde studoval filosofii. Roku 1847 složil advokátské zkoušky a krátce působil jako notář Prešpurské župy.
V revolučních letech 1848 a 1849 byl členem Maďarské národní gardy. Postavil se proti první hurbanovské dobrovolnické výpravě v Brezové pod Bradlom a Myjavě. Když maďarskou revoluci porazily, odešel do zahraničí a živil se s Kaldozyho hudební skupinou, která hrávala po metropolích Západní Evropy. Po návratě do vlasti (1854) se dal na finanční podnikání. Pomohl založit Trenčanskou spořitelnu, průmyslovou banku v Bratislavě a působil jako poradce ředitele pojišťovny Hungária.
Po Rakousko-uherském vyrovnání se za volební obdov Bratislava (1867), Trnava (1869) a roku 1875 za Stupavu dostal do Uherského sněmu. Byl uznávaným národohospodářským odborníkem. V Uherském sněmu při diskuzích o rozpočtech budil veselost u rodilých Maďarů, protože mluvil se slovenským přízvukem a maďarštinu nikdy dokonale neovládal. Maďarský poslanci ho proto nazývaly Slovenský kníže.
Zemřel 13. listopadu 1895 v Bratislavě.